# Силантьєво
Сила́нтьєво (рос. Силантьево, башк. Силантьев) — село у складі Бірського району Башкортостану, Росія. Адміністративний центр Силантьєвської сільської ради.
Населення — 677 осіб (2010; 605 у 2002).
Національний склад:
- росіяни — 60 %